# Christian Brochorst
Ludvig Christian Brochorst (16. juli 1907, Sundby - 24. oktober 1967), var en dansk balletmester, der debuterede i 1924 i en sommerrevy i Nyborg.

## Udvalgt filmografi

### Film
- Mod og mandshjerte (1955)
- Bundfald (1957)
- Helle for Helene (1959)
- Forelsket i København (1960)
- Det skete på Møllegården (1960)
- Mine tossede drenge (1961)
- Don Olsen kommer til byen (1964)

## Eksterne links
- Christian Brochorst på Internet Movie Database (engelsk)
- Christian Brochorst på Filmdatabasen
- Christian Brochorst på danskefilm.dk
- Christian Brochorst på danskfilmogtv.dk
- Christian Brochorst på Scope
- Christian Brochorst på Svensk Filmdatabas (svensk)
- Christian Brochorst på The Movie Database (engelsk)
- Christian Brochorst på gravsted.dk